# Låggolvsspårvagn

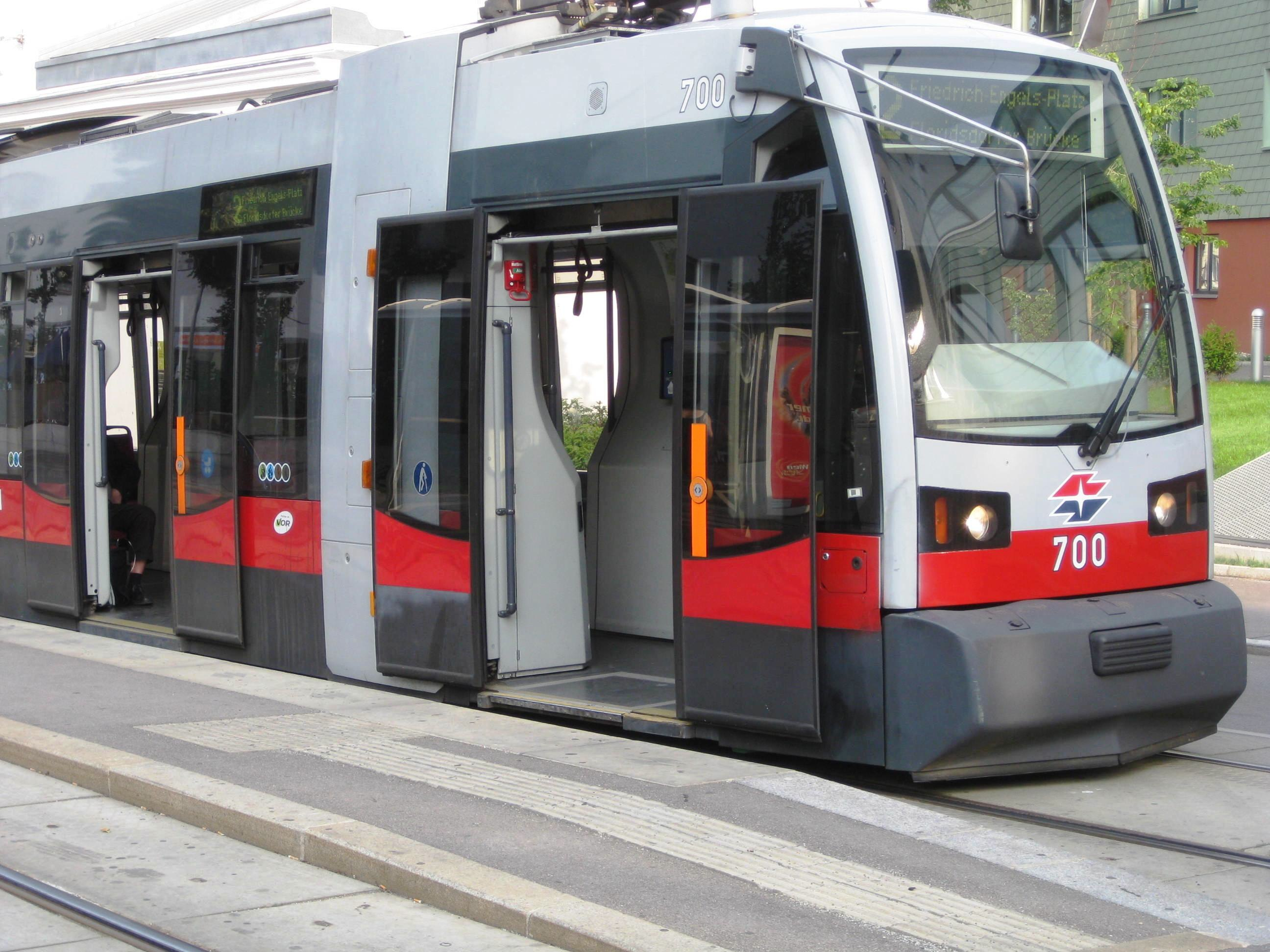
Insteg i en Siemens ULF på Wiens spårväg, en modell låggolvsspårvagn med mycket lågt insteg

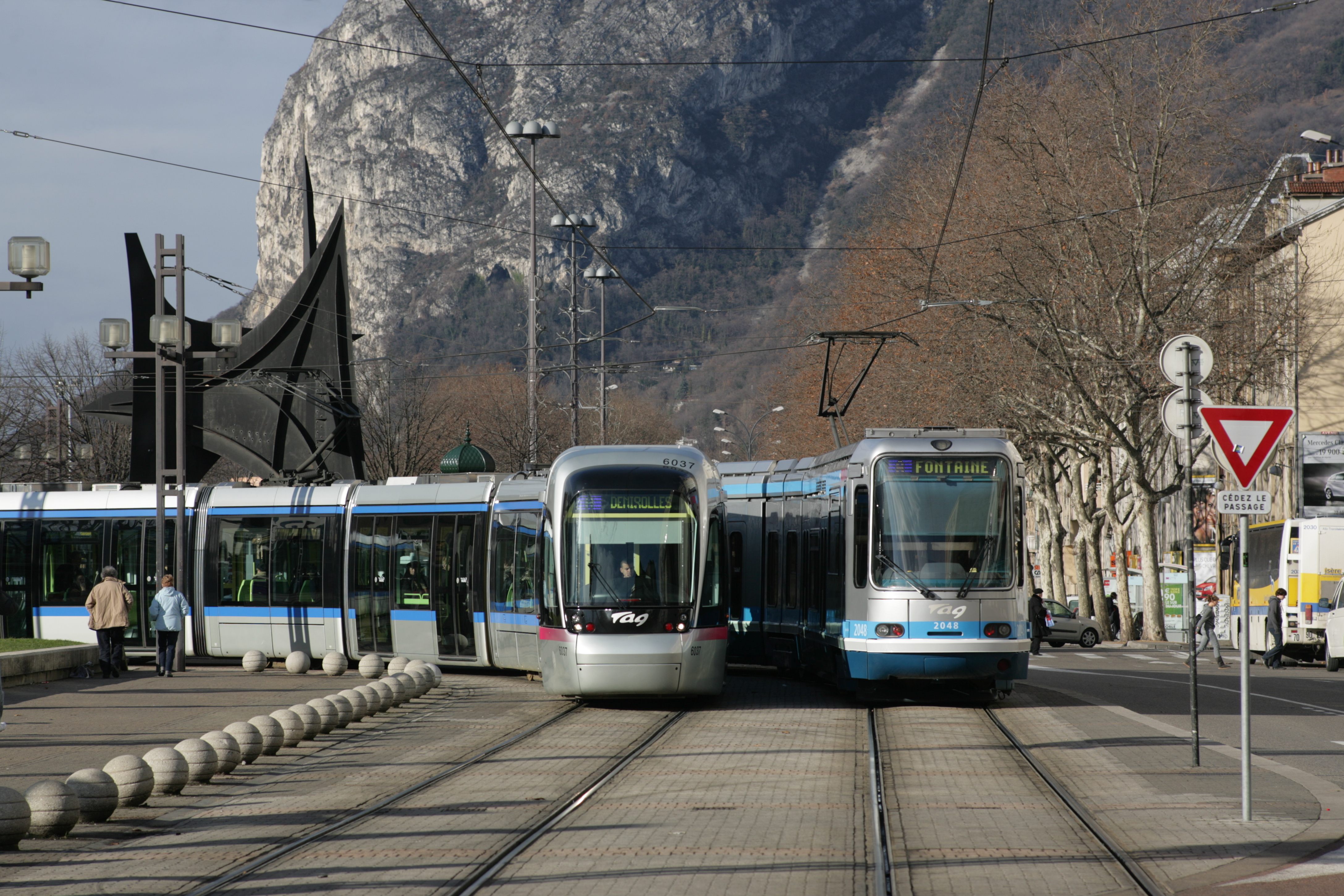
Två låggolvsspårvagnar av olika generationer framför järnvägsstationen i Grenoble. Till höger en äldre Alsthom TFS 2 och till vänster en Alstom Citadis

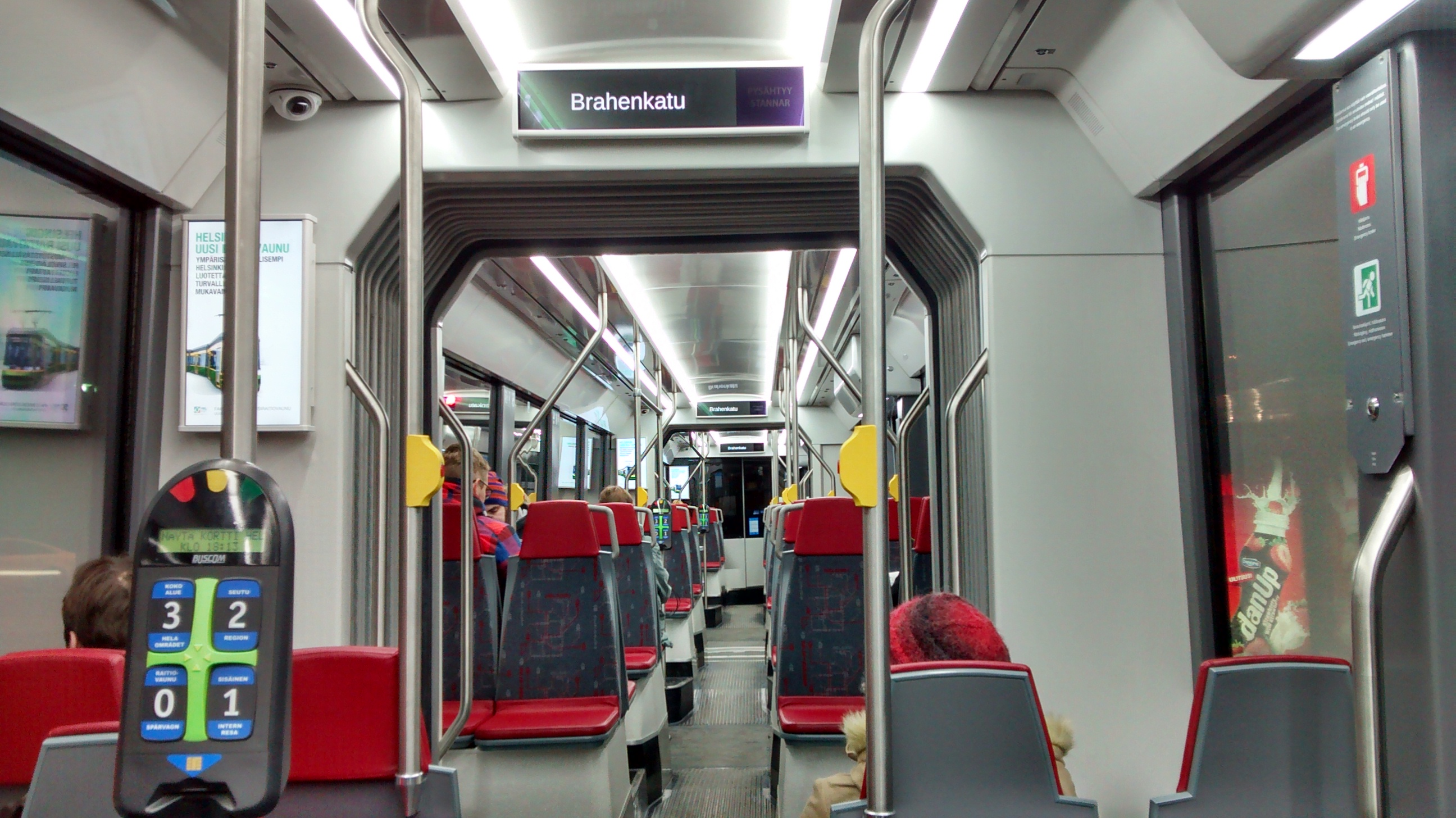
Interiör i en Transtech Artic på Helsingfors spårvägar

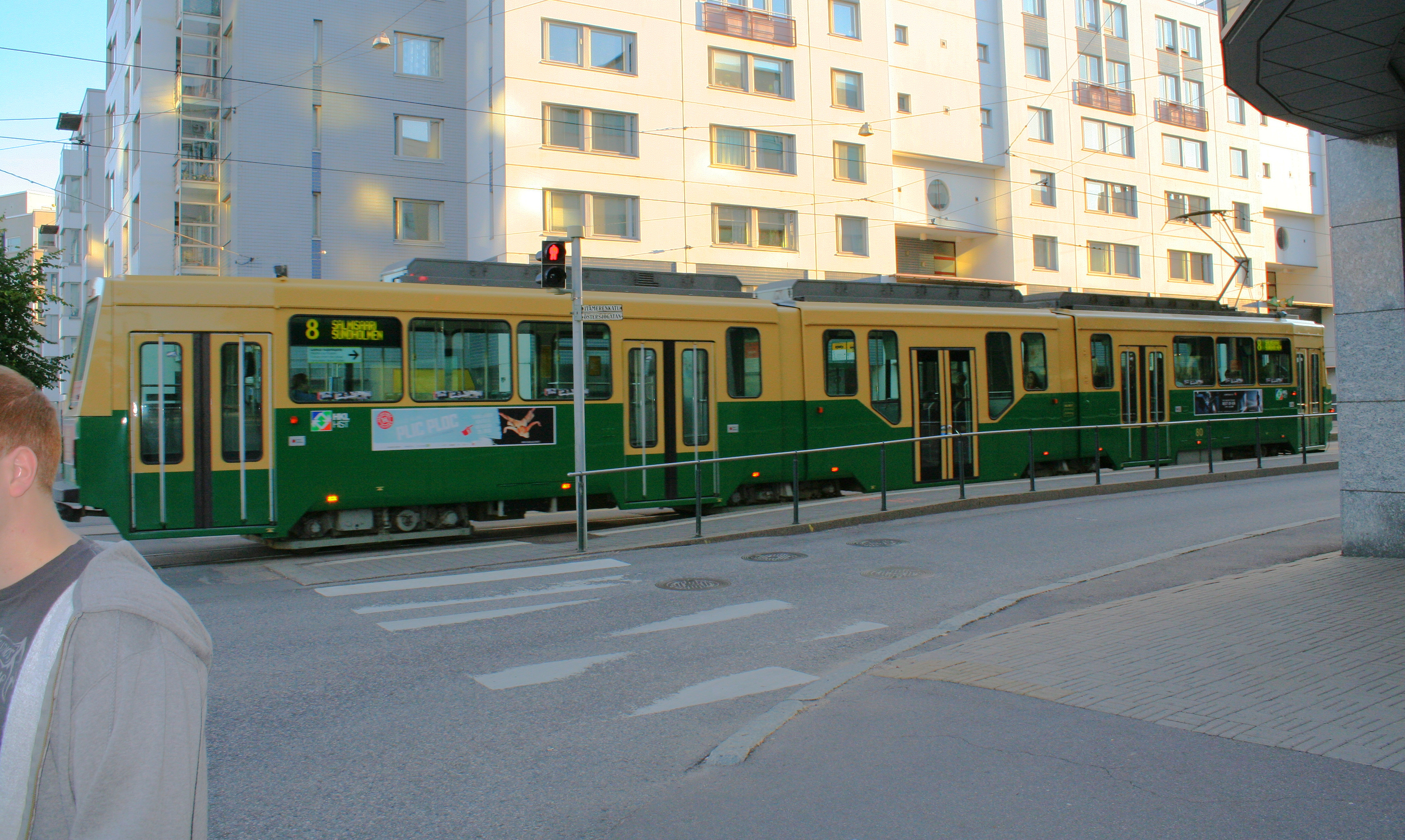
Spårvagnar av typ Valmet modell II i Helsingfors byggdes i början av 1980-talet och försågs från 2006 med en tillbyggd mittsektion med låggolv.

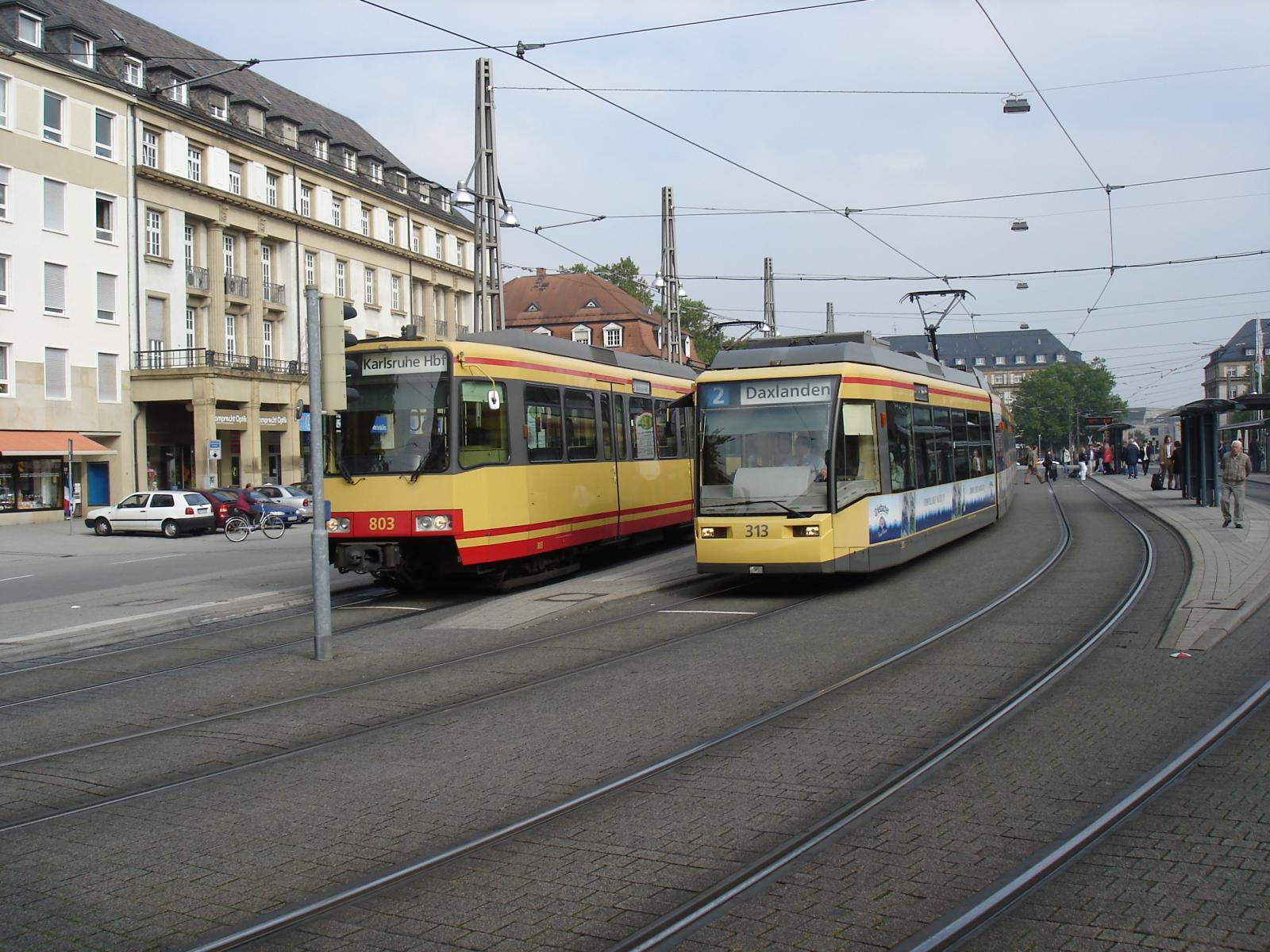
Höggolvsspårvagn och låggolvsspårvagn i Karlsruhe 2005

En låggolvsspårvagn är en spårvagnskonstruktion från senare delen av 1900-talet, som medger insteg i en spårvagn från en låg plattform utan trappsteg inne i spårvagnen. En mellanform var en tillbyggnad av ledade höggolvsspårvagnar med en mittsektion med låggolv.
Golvhöjd i en spårvagn mäts som golvets höjd över rälsens överkant. Med låggolv avses en golvhöjd på högst 40 centimeter. En hellåggolvsspårvagn har låggolv i hela vagnens längdriktning. Vanligt är också modeller med ungefär 70 procent låggolv, där vagnens ändar med motorboggier är högre (55–60 centimeter) och nås med ett eller två trappsteg. 

## Konstruktionsproblem
Låggolvsspårvagnar kräver speciella tekniska lösningar. Ett exempel är kylning av traktionsmotorerna. Det låga golvet och neddragna vagnssidor minskar möjligheterna av friskluftkylning, vilket ofta löses genom att introducera vatten- eller annan vätskekylning.
Spårvagnar med 100 procent låggolv kräver speciella boggikonstruktioner. Ofta används relativt små hjul och hjul, som är separat upphängda, utan genomgående hjulaxel.

## Marknadsintroduktion
Den första moderna låggolvsspårvagnen  utvecklades 1984 av den schweiziska tillverkaren Vevey Technologies i Villeneuve (sedermera Bombardier Transportation) för TPG, och kördes i Genève. Det var en 21 meter lång och 2,3 meter bred enriktningsvagn. Den hade högt golv med två trappsteg över motorboggierna i ändarna av det ledade ekipaget och lågt golv (48 centimeter över rälsen) i mittpartiet och över en liten mittboggi. 
Låggolvsidén kopierades av Alsthom, som 1987 levererade 29,4 meter långa låggolvspårvagnar av modell Tramway Francais Standard TFS 2 till det nybyggda spårvagnsnätet i Grenoble i Frankrike. Låggolvet är 34 centimeter över rälsen.
Under perioden 1987–1998 utvecklade ett flertal spårvagnstillverkare till höga kostnader prototyper till 25 olika låggolvsmodeller. Några få av dem sattes i produktion. Senare har låggolvsspårvagnar blivit standard för nya spårvagnar.

## Exempel på låggolvsspårvagnar
- Alstom Citadis
- Flexity Classic
- Flexity Outlook
- Flexity Swift
- Siemens Avanto
- Siemens ULF
- Sirio
- Transtech Artic
- Variobahn

### Fotnoter
1. ↑  ”Den moderna spårvägens historia”. Spårvagnsstäderna. Arkiverad från originalet den 6 november 2018. https://web.archive.org/web/20181106004647/http://www.sparvagnsstaderna.se/historik. Läst 5 november 2018.